# Mon patron et moi
Pour plus de détails, voir Fiche technique et Distribution.
Mon patron et moi (Figures Don't Lie) est un film américain réalisé par A. Edward Sutherland, sorti en 1927.

## Synopsis
Janet Wells, une secrétaire, est confronté à la femme terriblement jalouse de son patron. 

## Fiche technique
- Titre original : Figures Don't Lie
- Titre français : Mon patron et moi
- Réalisation : A. Edward Sutherland
- Scénario : Grover Jones, Ethel Doherty, Louise Long, Herman J. Mankiewicz et B.F. Zeidman
- Photographie : Alfred Gilks
- Pays d'origine : États-Unis
- Format : Noir et blanc - 1,33:1 - Film muet
- Genre : comédie
- Date de sortie : 1927

## Distribution
- Esther Ralston : Janet Wells
- Richard Arlen : Bob Blewe
- Ford Sterling : « Howdy » Jones
- Doris Hill : Mamie
- Blanche Payson : Mrs Jones
- Natalie Kingston : Dolores